# 최원종 (범죄인)
최원종(2001년 1월 ~ )은 대한민국의 범죄인으로 2023년 8월 3일에 일어난 서현역 흉기 난동의 범인이다.  1심에서는 무기징역, 항소심  무기징역을 선고 받았다.
2024년 11월 20일 대법원 상고심에서 무기징역을 선고받았다.